# Гаврилов, Иван Самсонович
Иван Самсонович Гаврилов (1912 или 1913 — 1944) — советский военнослужащий. Участник Великой Отечественной войны. Герой Советского Союза (1943), сержант.

## Биография
Иван Самсонович Гаврилов родился в 1912 году (по другим данным в 1913 году) в станице Ханженково Таганрогского округа Области Войска Донского Российской империи (ныне в черте города Макеевка Донецкой области Украины) в семье рабочего. Русский. Окончил семь классов средней школы № 41 в Ханженково и школу фабрично-заводского ученичества при шахте № 21. Работал на шахтах Макеевки крепильщиком, десятником, помощником начальника участка. В июле 1941 года Иван Самсонович был направлен в Караганду, где работал на шахте № 12 начальником внутришахтного транспорта. В июне 1942 года в числе добровольцев направлен на освоение Печорского угольного бассейна. Жил в Кожвинском районе Печорского округа Коми АССР в городке чекистов. Работал помощником начальника участка шахты № 1/2, затем начальником участка шахты № 4.
В ряды Красной Армии И. С. Гаврилов был призван Кожвинским райвоенкоматом 8 марта 1943 года. После коротких подготовительных курсов младший сержант Гаврилов был направлен в 1318-й стрелковый полк 163-й стрелковой дивизии 27-й армии Воронежского фронта. В действующей армии Иван Самсонович с 14 апреля 1943 года в должности командира отделения 3-го стрелкового батальона. До августа 1943 года 27-я армия находилась в резерве фронта и перешла в наступление в августе 1943 года в ходе Белгородско-Харьковской операции Курской битвы. После битвы на Курской дуге практически без паузы началась Битва за Днепр. В составе 6-й гвардейской армии, а затем 38-й армии 163-я стрелковая дивизия, освободив города Ромны и Прилуки в ходе Сумско-Прилукской наступательной операции Воронежского фронта, в конце сентября 1943 года вышла к реке Днепр напротив Киева. Первая попытка форсирования реки оказалась неудачной. Вторая попытка была предпринята полками дивизии южнее Киева в районе села Бортничи. 1318-му стрелковому полку предстояло форсировать Днепр у южной окраины Киева в районе Жукова острова. В ночь на 2 октября 1943 года стрелковое отделение младшего сержанта И. С. Гаврилова на подручных средствах форсировало водную преграду, атаковало немецкие позиции и захватило траншеи. Противник предпринял пять контратак для уничтожения десанта, но все атаки были отбиты отделением с большим уроном для врага. Благодаря действиям отделения Гаврилова остальные части полка успешно форсировали Днепр и в скором времени освободили посёлок Чапаевка в предместьях Киева.
29 октября 1943 года за успешное форсирование реки Днепр, прочное закрепление плацдарма на западном берегу реки Днепр и проявленные при этом отвагу и геройство сержанту Ивану Самсоновичу Гаврилову указом Президиума Верховного Совета СССР было присвоено звание Героя Советского Союза.
В начале ноября 1943 года 163-я стрелковая дивизия была переброшена на Лютежский плацдарм. Иван Самсонович принимал участие в Киевской наступательной и Киевской оборонительной операциях (с конца ноября 1943 года в составе 40-й армии 1-го Украинского фронта). В конце декабря 1943 года в боях под Фастовом И. С. Гаврилов был тяжело ранен. Ивана Самсоновича эвакуировали в госпиталь в селе Ставище, но спасти его не удалось. 2 января 1944 года он умер от полученных ран. Похоронен И. С. Гаврилов в селе Ставище Киевской области Украины.

## Награды
- Медаль «Золотая Звезда» (29.10.1943).
- Орден Ленина (29.10.1943).
- Медаль «За отвагу» (24.08.1943).

## Память
- Имя Героя увековечено на обелиске в Центральном парке посёлка Ставище Украины.
- Именем И. С. Гаврилова названы улицы в городе Макеевка и посёлке Ставище Украины.

## Документы
- Общедоступный электронный банк документов «Подвиг Народа в Великой Отечественной войне 1941—1945 гг.» Архивировано 13 марта 2012 года. №№ в базе данных 150006536. Архивировано 16 мая 2012 года., 12103138. Архивировано 16 мая 2012 года., 47333171. Архивировано 16 мая 2012 года., 18457567. Архивировано 16 мая 2012 года.
- Обобщённый банк данных «Мемориал». Архивировано 10 мая 2012 года. ЦАМО, ф. 58, оп. 18002, д. 374. Архивировано 10 июля 2013 года.